# Escuela de Fotografía de Nueva York

## Historia
La Escuela de Fotografía de Nueva York es identificada por Jane Livingston como "un grupo vagamente definido de fotógrafos que vivieron y trabajaron en la ciudad de Nueva York durante los años 1930, 1940 y 1950" y que, aunque poco dispuestos a comprometerse con ningún grupo o creencias "compartió una serie de influencias, supuestos estéticos, temas, y rasgos estilísticos": 259  . Livingston escribe que su trabajo se caracterizó por el humanismo, un estilo decidido, técnicas de fotoperiodismo, la influencia del cine negro y fotógrafos como Lewis Hine, Walker Evans, y Henri Cartier-Bresson; y que evitó "el carácter descriptivo anecdótico de la mayor parte del fotoperiodismo" y el egoísmo de la pintura de acción norteamericana, y de hecho fue muy poco influenciado por la pintura contemporánea o el diseño gráfico (a pesar de que varios de sus exponentes tenía experiencia directa de estos). Livingston selecciona como exponentes principales de la Escuela de Fotografía de Nueva York a Diane Arbus, Richard Avedon, Alexey Brodovitch, Ted Croner, Bruce Davidson, Don Donaghy, Louis Faurer, Robert Frank, Sid Grossman, William Klein, Saul Leiter, León Levinstein, Helen Levitt, Lisette Model, David Vestal, y Weegee.
Otros fotógrafos asociados con la escuela de Nueva York son Ian Conner, Morris Engel, Harold Feinstein, Ernst Haas, Arthur Leipzig, Ruth Orkin, Walter Rosenblum, Louis Stettner, Garry Winogrand y Max Yavno.
Livingston sostiene que los factores que dan lugar a una Escuela de Nueva York incluyen la creencia de que las artes, y sobre todo la fotografía, se podrían utilizar para mejorar las condiciones de las clases trabajadoras, la Photo League, la presencia local de las redacciones de una amplia variedad de revistas gráficas, espacios de exposición (algunas de las cuales a veces mostraban fotografías), una base de gusto por el cine, la inmigración de Europa o las estancias en ese continente.
La noción de una Escuela de Fotografía de Nueva York no es universalmente aceptada. A pesar de la inclusión de un número de los fotógrafos que Livingston seleccionó en la exposición de 2002 en el Museo Judío, Nueva York: capital de la foto, Max Kozloff parece evitar el término en su detallado texto para el libro que acompaña la exposición. En cuanto a aquellos que usan el término, Evan Sklar dice que "Los críticos y comisarios aún debaten exactamente quién y qué constituyen lo que se refiere a menudo como la Escuela de Fotografía de Nueva York, que se asocia con imágenes sinceras y responsables producidas en las décadas posteriores a la Segunda Guerra Mundial por un pequeño grupo de fotógrafos cuyo tema era nominalmente la propia ciudad".